# Bronisław Wildstein przedstawia
Bronisław Wildstein przedstawia – program publicystyczny w telewizji TVP1 prowadzony przez dziennikarza Bronisława Wildsteina. Pierwszy program został wyemitowany dnia 25 września 2008 roku. Początkowo emitowany był w czwartki o godzinie 23:30, a następnie w niedziele o 11:20. Ostatnia edycja programu odbyła się 24 października 2010. Program został zdjęty z anteny wspólnie z audycją Misja specjalna. Decyzję o zdjęciu podjęła ówczesna szefowa TVP1, Iwona Schymalla. Jak podało Biuro Prasowe TVP, oglądalność obu programów była niezadowalająca i w dodatku ciągle spadała.
W 2013 roku autor programu zdecydował o jego kontynuacji na antenie stacji Telewizja Republika, gdzie był emitowany od maja 2013 i tworzony do września 2014.